# Puente Libertador
El Puente Libertador está situado en los límites del  municipio San Cristóbal y Cárdenas, en el Estado Táchira, Venezuela. Fue construido a principios del siglo XX, durante el gobierno del general Juan Vicente Gómez. En su clase de puente colgante, dicen las reseñas, que es el más soberbio, elegante y hermoso del país, declarado patrimonio histórico de la nación.
Este puente está ubicado en las riberas del río Torbes, fue construido por la empresa G. Leinekugel le Cocq et Fils durante los años 1928 - 1930. Dicho puente se encuentra en la línea limítrofe que divide a los municipios San Cristóbal y Cárdenas. La inauguración del Puente Libertador se realizó el día 17 de diciembre de 1930, en conmemoración del centenario de la muerte del Libertador Simón Bolívar. A su inauguración asistieron monseñor Miguel Ignacio Briceño, quien lo había solicitado en 1925; Monseñor San Miguel, primer Obispo de San Cristóbal (Venezuela), y diferentes personalidades de la época. 
La estructura fue prefabricada por la empresa francesa Gaston Leinekugel Le Cocq (y no por Eiffel, como mucha gente cree) y ensamblada con la supervisión del ingeniero Luis Ramozzi, italiano de madre francesa radicado en Venezuela. Sin embargo, lo dejaron de utilizar tiempo después cuando la autopista que conecta al Municipio Cárdenas (Táchira) con el Municipio San Cristóbal (Venezuela) fue concluida. No obstante, este puente colgante se volvió a utilizar por un período de tiempo, ya que parte de esa autopista colapsó, debido a que no se le había realizado el mantenimiento correspondiente.